# Liste d'élections en 2000
Chronologie des élections
- 1996
- 1997
- 1998
- 1999
- 2000
- 2001
- 2002
- 2003
- 2004

Cette liste recense les élections organisées durant l'année 2000. Elle inclut les élections législatives et présidentielles nationales dans les États souverains, ainsi que les référendums.

## Commentaires généraux
Au crépuscule du XXe siècle (et du IIe millénaire), la grande majorité des États organisent des élections nationales régulières et multipartites. Les années 1990 ont été celles de l'expansion de la démocratie à travers le monde, notamment dans une grande partie de l'Afrique et en Europe de l'Est. Durant l'année 2000, seuls deux pays organisent des élections nationales à parti unique (pratique très courante dans les années 1980) : l'Irak (mars) et la Syrie (juillet), toutes deux gouvernées par le parti Baas.
Des dix États africains qui organisent des élections nationales en l'an 2000, cinq (Côte d'Ivoire, Ghana, Guinée-Bissau, Maurice, Sénégal) voient une victoire des partis d'opposition, auxquels le gouvernement cède le pouvoir. En Éthiopie et au Zimbabwe, à l'inverse, le gouvernement remporte des élections entachées d'irrégularités. Au Zimbabwe, le gouvernement de Robert Mugabe subit toutefois un revers lors d'un référendum en février, et peine à conserver sa majorité lors des législatives en juin. Confronté à une réelle opposition populaire, il use davantage de répression pour se maintenir au pouvoir au cours des années 2000. En Égypte (novembre), les partis d'opposition ne peuvent encore pas concourir de manière libre et équitable aux élections. Au Soudan, enfin, lors des élections du mois de décembre, il n'y a pas de véritable opposition au gouvernement islamiste d'Omar el-Béchir.
Dans l'Asie centrale post-soviétique, il n'y a pas non plus de réelle opposition au pouvoir en Ouzbékistan (janvier) ni au Kirghizistan (mars et octobre). Le président ouzbek Islam Karimov conserve le pouvoir en réprimant la liberté d'expression et d'organisation des opposants potentiels, tandis qu'au Kirghizistan les principaux partis d'opposition sont tenus à l'écart du scrutin. Non loin de là, en Iran, seuls les candidats qui incarnent les valeurs de la Révolution islamique de 1979 sont autorisés, même si les élections législatives de février marquent une victoire pour un mouvement réformiste encore toléré.
En Serbie, le président Slobodan Milošević est contraint par des manifestations populaires de reconnaître sa défaite à l'élection du mois de septembre. La quasi-totalité de l'Europe est gouvernée par des régimes démocratiques, bien qu'un régime autoritaire en Biélorussie laisse encore peu de place à l'opposition (octobre).
Aux États-Unis, l'élection présidentielle en novembre produit un résultat très incertain, tranché à une voix près par la Cour suprême fédérale, dans des circonstances fortement controversées.
Seuls quelques États, en cette fin de siècle, n'organisent encore aucune élection nationale - notamment dans la péninsule arabique (Arabie saoudite, Qatar) ou en Asie orientale (Chine, Myanmar, Brunei). D'autres, en Asie orientale, maintiennent un régime électoral à parti unique, sans alternance possible (Corée du Nord, Laos, Vietnam).

## Par mois

### Janvier
| Date       | Pays          | Élections           | Contexte | Résultats |
| ---------- | ------------- | ------------------- | --- | --- |
| 3 janvier  | Croatie       | Législatives        | | Alternance. Le Parti social-démocrate et ses alliés remportent ensemble une majorité absolue des sièges, au détriment des conservateurs au pouvoir. Ivica Račan devient premier ministre.                                                                              |
| 9 janvier  | Ouzbékistan   | Présidentielle (en) | L'Ouzbékistan à cette date n'est généralement pas considérée comme une démocratie, avec d'importantes violations des droits de l'homme, dont la liberté d'expression et la liberté de la presse. | Islam Karimov (Parti démocratique populaire : libéral-conservateur) est réélu avec 95,7 % des voix. |
| 16 janvier | Chili         | Présidentielle      | 2d tour | Ricardo Lagos (Parti pour la démocratie : social-libéral) est élu avec 51,3 % des voix face à Joaquín Lavín (Union démocrate indépendante : national-conservateur et néo-libéral).                                                                                     |
| 16 janvier | Finlande      | Présidentielle      | 1er tour | - |
| 16 janvier | Guinée-Bissau | Présidentielle      | 2nd tour | Alternance. Kumba Ialá (Parti du renouveau social : social-démocrate), chef de l'opposition sortante, est élu avec 72 % des voix face à Malam Bacai Sanhá (Parti africain pour l'indépendance : socialiste). Première alternance démocratique dans l'histoire du pays. |
| 24 janvier | Croatie       | Présidentielle      | 1er tour | - |
| 31 janvier | Dominique     | Législatives        | | Alternance. Le Parti travailliste (social-démocrate) obtient une majorité relative des sièges. Il forme un gouvernement de coalition avec le Parti de la liberté (libéral-conservateur). Rosie Douglas devient premier ministre.                                       |

### Février
| Date             | Pays         | Élections      | Contexte | Résultats |
| ---------------- | ------------ | -------------- | --- | --- |
| 6 février        | Finlande     | Présidentielle | 2d tour | Tarja Halonen (Parti social-démocrate) est élue avec 51,6 % des voix, face à Esko Aho (Parti du centre : agrarien, social-libéral). Elle devient la première femme présidente de Finlande. |
| 7 février        | Croatie      | Présidentielle | 2d tour. Élection anticipée, due au décès du président Franjo Tuđman en décembre 1999. | Alternance. Stjepan Mesić (Parti populaire : social-libéral) est élu avec 56 % des voix, face à Dražen Budiša (Parti social-libéral). |
| 12 et 13 février | Zimbabwe     | Référendum     | Le gouvernement soumet aux citoyens un projet de nouvelle Constitution. Celle-ci renforcerait les pouvoirs du président de la République, tout en rétablissant un poste de premier ministre, pour un exécutif partagé. Elle permettrait aussi aux autorités d'exproprier les fermiers blancs sans compensation, pour redistribuer les terres agricoles à la population noire. | La proposition de Constitution est rejetée par 54,7 % des votants. Cet échec est perçu comme un désaveu envers le président Robert Mugabe, et conforte le principal parti d'opposition (Mouvement pour un changement démocratique : socialiste). Des élections législatives ont lieu en juin. |
| 18 février       | Iran         | Législatives   | 1er tour | - |
| 20 février       | Kirghizistan | Législatives   | 1er tour | - |
| 27 février       | Sénégal      | Présidentielle | 1er tour | - |
| 27 février       | Tadjikistan  | Législatives   | 1er tour | - |

### Mars
| Date    | Pays                       | Élections      | Contexte | Résultats |
| ------- | -------------------------- | -------------- | --- | --- |
| 4 mars  | Thaïlande                  | Sénatoriales   | | Les partis politiques n'étant pas autorisés à présenter de candidats à ces élections, tous les sénateurs sont élus officiellement sans étiquette. |
| 6 mars  | Saint-Christophe-et-Niévès | Législatives   | | Le Parti travailliste (centre-gauche) conserve la majorité absolue des sièges. Denzil Douglas demeure premier ministre. |
| 8 mars  | Taïwan                     | Présidentielle | | Alternance. Chen Shui-bian (Parti démocrate progressiste : social-libéral) est élu avec 39,3 % des voix, face à quatre autres candidats. Première défaite du parti Kuomintang (conservateur), au pouvoir depuis 1928.                                                                                         |
| 12 mars | Espagne                    | Législatives   | | Le Parti populaire (conservateur), qui disposait d'une majorité relative des sièges, remporte cette fois une majorité absolue. José María Aznar demeure premier ministre. |
| 12 mars | Kirghizistan               | Législatives   | 2d tour. Des observateurs de l'Organisation pour la sécurité et la coopération en Europe dénoncent de nombreuses irrégularités, et l'interdiction faite aux principaux partis d'opposition de prendre part au scrutin.                                     | La très grande majorité des élus sont des candidats sans étiquette. Malgré ses 27 % des voix (qui le placent en tête des suffrages), le Parti communiste n'obtient que six sièges sur cent-cinq. Amangeldi Muraliev (sans étiquette) demeure premier ministre. Une élection présidentielle a lieu en octobre. |
| 12 mars | Salvador                   | Législatives   | | Alternance. Parlement sans majorité. Le Front Farabundo Martí de libération nationale (marxiste) obtient une majorité relative des sièges, devançant l'Alliance républicaine nationaliste (droite nationaliste et néo-libérale).                                                                              |
| 12 mars | Tadjikistan                | Législatives   | 2d tour | Le Parti démocratique populaire (laïc, autoritaire) remporte une majorité absolue des sièges, devançant le Parti communiste. Oqil Oqilov (PDP) demeure premier ministre. |
| 19 mars | Sénégal                    | Présidentielle | 2d tour | Alternance. Abdoulaye Wade (Parti démocratique : libéral) est élu avec 58,5 % des voix, face au président sortant Abdou Diouf (Parti socialiste). |
| 26 mars | Russie                     | Présidentielle | Ces élections font suite à la démission de Boris Eltsine (sans étiquette). Elles se déroulent durant la Seconde guerre de Tchétchénie. | Vladimir Poutine (sans étiquette) est élu avec 53,4 % des voix, devant notamment Guennadi Ziouganov (Parti communiste). |
| 27 mars | Irak                       | Législatives   | L'Irak à cette date est une dictature à parti unique. Seules les personnes membres ou associées au parti au pouvoir peuvent se présenter aux élections. Les citoyens dans chaque circonscription sont généralement invités à choisir entre deux candidats. | Le parti Baas (nationaliste, laïc, socialisme arabe) et ses alliés nommément sans étiquette conservent mécaniquement tous les sièges. Saddam Hussein demeure premier ministre (et conjointement président de la République).                                                                                  |

### Avril
| Date     | Pays           | Élections      | Contexte                                                                                      | Résultats |
| -------- | -------------- | -------------- | --------------------------------------------------------------------------------------------- | --- |
| 8 avril  | Nauru          | Législatives   | Il n'existe pas de partis politiques formels à Nauru.                                         | Le président de la République sortant, René Harris, conserve sa majorité parlementaire, et est réélu par les députés. Quelques jours plus tard, toutefois, la majorité souvent fluide au Parlement évolue, contraignant René Harris à la démission. Les députés élisent alors Bernard Dowiyogo à sa succession. |
| 9 avril  | Géorgie        | Présidentielle |                                                                                               | Edouard Chevardnadze (Union des citoyens de Géorgie : social-démocrate) est réélu avec 82 % des voix. |
| 9 avril  | Grèce          | Législatives   |                                                                                               | Le PASOK (social-démocrate) conserve une majorité absolue des sièges. Costas Simitis demeure premier ministre. |
| 13 avril | Corée du Sud   | Législatives   |                                                                                               | Parlement sans majorité. Le Grand parti national (conservateur), principal parti d'opposition, remporte une majorité relative des sièges. Le Parti démocrate (libéral), parti du président Kim Dae-jung, forme une coalition majoritaire avec l'Union démocrate libérale (conservatrice) et le Parti démocratique populaire (conservateur). |
| 15 avril | Chypre du Nord | Présidentielle |                                                                                               | Rauf Denktaş (sans étiquette, libéral-conservateur) arrive en tête au premier tour avec 43,7 % des voix. Derviş Eroğlu (Parti de l'unité nationale : libéral-conservateur), arrivé deuxième, se déclare forfait. Le second tour est annulé, et Rauf Denktaş est déclaré réélu. |
| 16 avril | Ukraine        | Référendum     | Quatre propositions d'amendements constitutionnels sont soumis au peuple par le gouvernement. | Les citoyens approuvent à 85,9 % la proposition permettant au président de la République de dissoudre plus facilement le Parlement ; à 90,2 %, celle qui abolit l'immunité pénale des députés ; à 91,1 %, celle qui réduit la taille de la Chambre des députés ; et à 82,9 %, celle qui créerait une chambre haute pour représenter les intérêts des régions. Ces réformes ne sont toutefois pas appliquées, le référendum n'ayant pas été approuvé en amont par le Parlement, et étant donc anticonstitutionnel. |

### Mai
| Date   | Pays                   | Élections      | Contexte | Résultats |
| ------ | ---------------------- | -------------- | --- | --- |
| 5 mai  | Iran                   | Législatives   | 2d tour. Il n'y a pas officiellement de partis politiques. Seuls les candidats approuvés par le Conseil des gardiens sont autorisés à se présenter. | Alternance. Les réformistes du Front de participation à l'Iran islamique remportent une majorité absolue des sièges, devant les conservateurs. |
| 14 mai | Éthiopie               | Législatives   | Dans la région Somali, dans l'est du pays, l'élection est reportée au 31 août à la suite d'une grave sécheresse et d'une crise alimentaire. Par ailleurs, le scrutin du mois de mai a lieu durant les dernières phases de la guerre entre l'Érythrée et l'Éthiopie. Dans certaines régions, d'importantes irrégularités entachent le scrutin : intimidations, partialité du personnel des bureaux de vote, bourrage d'urnes... | Le Front démocratique révolutionnaire des peuples éthiopiens (gauche) conserve une très large majorité des sièges. Meles Zenawi demeure premier ministre. |
| 16 mai | République dominicaine | Présidentielle | | Alternance. Hipólito Mejía (Parti révolutionnaire : social-démocrate) obtient 49,9 % des voix au premier tour. Qualifié pour le second tour, Danilo Medina (Parti de la libération : social-libéral) déclare forfait, renonçant à un second tour jugé inutile. Hipólito Mejía est donc déclaré élu. |
| 21 mai | Haïti                  | Parlementaires | 1er tour | - |
| 25 mai | Suriname               | Législatives   | | Le Nouveau front pour la démocratie et le développement (centre-gauche), qui disposait d'une majorité relative des sièges, remporte cette fois la majorité absolue. |

### Juin
| Date    | Pays          | Élections    | Contexte | Résultats |
| ------- | ------------- | ------------ | --- | --- |
| 18 juin | Haut-Karabagh | Législatives | | L'Union démocratique d'Artsakh (conservatrice) obtient la majorité absolue des sièges. Anushavan Danielian demeure premier ministre. |
| 24 juin | Zimbabwe      | Législatives | Les observateurs étrangers dénoncent des fraudes, et des actes d'intimidation à l'encontre d'électeurs. | Le ZANU-PF (nationaliste, populiste), qui disposait auparavant de la quasi-totalité des sièges, conserve de justesse la majorité absolue au Parlement. Le Mouvement pour un changement démocratique (socialiste) s'établit comme principale force d'opposition. |
| 25 juin | Japon         | Législatives | | Le Parti libéral-démocrate (droite, libéral-conservateur) perd sa majorité absolue des sièges à la Chambre des représentants, mais conserve la majorité relative. Yoshirō Mori demeure premier ministre.                                                        |
| 29 juin | Ouganda       | Référendum   | Les citoyens sont invités à choisir entre l'instauration d'une démocratie multipartite, ou bien le maintien d'un système électoral officiellement sans partis, mais guidé par le Mouvement de résistance nationale en qualité de parti unique. | Selon le résultat déclaré, 90,7 % des votants se déclarent en faveur du statu quo, et donc contre la légalisation de parti(s) d'opposition. |

### Juillet
| Date             | Pays          | Élections                      | Contexte | Résultats |
| ---------------- | ------------- | ------------------------------ | --- | --- |
| 2 juillet        | Mexique       | Législatives et présidentielle | | Alternance. Parlement sans majorité. L'Alliance pour le changement, qui rassemble les conservateurs du Parti action nationale et le Parti vert écologiste (conservateur, centre-droit) obtient une majorité relative des sièges au Congrès. Le candidat de l'Alliance, Vicente Fox, est élu président de la République avec 42,5 % des voix, devant notamment Francisco Labastida Ochoa (Parti révolutionnaire institutionnel : centriste, corporatiste). |
| 2 juillet        | Mongolie      | Législatives                   | | Alternance. Le Parti du peuple (socialiste), principal parti d'opposition (et ancien parti unique avant 1990), remporte la quasi-totalité des sièges. La Coalition d'union démocratique (libérale), au pouvoir, perd presque tous ses sièges, discréditée par l'accroissement spectaculaire de la pauvreté et du chômage. Nambaryn Enkhbayar devient premier ministre.                                                                                    |
| 9 juillet        | Haïti         | Parlementaires                 | 2d tour. Les observateurs étrangers dénoncent des fraudes au 1er tour ; les principaux partis d'opposition boycottent le 2d tour, et peu d'électeurs y participent. | Le parti Fanmi Lavalas (social-démocrate) conserve une très large majorité des sièges à la Chambre des députés, et la totalité des sièges au Sénat. Jacques-Édouard Alexis demeure premier ministre. Une élection présidentielle a lieu en novembre. |
| 19 juillet       | Syrie         | Présidentielle                 | La Syrie à cette date n'est pas une démocratie, mais un État de facto à parti unique. L'élection présidentielle est un plébiscite : les citoyens sont invités à voter pour ou contre le candidat unique. Elle fait suite à la mort du président Hafez el-Assad.                                                                  | Bachar el-Assad (parti Baas : nationaliste, laïc) est élu pour succéder à son père, avec officiellement 99,7 % de suffrages favorables. |
| 23 et 24 juillet | Côte d'Ivoire | Référendum                     | Des amendements constitutionnels sont soumis à l'approbation des citoyens. Ils visent à réserver le droit de se présenter aux élections présidentielles aux seules personnes dont les deux parents sont nés en Côte d'Ivoire. Par ailleurs, ils accorderaient une amnistie aux personnes impliquées dans le coup d'État de 1999. | L'ensemble des propositions est approuvé par 86,3 % des votants. En conséquence, Alassane Ouattara, l'une des principales figures de l'opposition, n'est pas autorisé à se présenter à l'élection présidentielle en octobre. |
| 30 juillet       | Venezuela     | Législatives et présidentielle | | Hugo Chávez (Mouvement Cinquième République : gauche) est réélu président avec 59,8 % des voix, face notamment à Francisco Arias Cárdenas (Cause radicale : gauche). Le Mouvement Cinquième République conserve une majorité absolue de sièges à l'Assemblée nationale. |

### Août
Il n'y a pas d'élections nationales en août 2000.

### Septembre
| Date                   | Pays           | Élections                      | Contexte | Résultats |
| ---------------------- | -------------- | ------------------------------ | --- | --- |
| 27 août au 3 septembre | Liban          | Législatives                   | Le pays est sous occupation militaire syrienne. Les élections sont marquées par de nombreuses irrégularités et par une corruption importante. | Alternance. Bien que la plupart des candidats soient élus sans étiquette politique formelle, ce sont les candidats d'opposition qui ont remporté une large majorité des sièges. Rafiq Hariri est nommé premier ministre. |
| 11 septembre           | Maurice        | Législatives                   | | Alternance. L'alliance du Mouvement militant (socialiste) et du Mouvement socialiste militant, les deux principaux partis d'opposition, remporte une majorité absolue des sièges. Anerood Jugnauth (MSM) est nommé premier ministre. |
| 14 septembre           | Oman           | Législatives                   | Premières élections législatives au suffrage direct. Le droit de vote n'est ouvert qu'aux personnes (hommes ou femmes) titulaires au moins d'un diplôme d'enseignement secondaire, ou qui soient cheikhs. Seul un quart de la population adulte a le droit de vote. | Les partis politiques étant interdits, les élus n'ont aucune étiquette politique. |
| 24 septembre           | France         | Référendum                     | Les citoyens sont invités à approuver ou rejeter la proposition de réduire à cinq ans (au lieu de sept) le mandat du président de la République. | La proposition est approuvée par 73,2 % des votants. |
| 24 septembre           | RF Yougoslavie | Législatives et présidentielle | La Yougoslavie à cette date n'est plus composée que de la Serbie et du Monténégro. Ces élections font suite à la guerre du Kosovo de 1999. | Alternance. Vojislav Koštunica (Opposition démocratique de Serbie : large alliance de partis d'opposition englobant les sociaux-démocrates, les libéraux et les conservateurs) est élu président dès le premier tour avec 50,2 % des voix, devant notamment Slobodan Milošević (Parti socialiste). Les élections législatives produisent toutefois un parlement sans majorité, où l'alliance « Opposition démocratique » dispose d'une majorité relative des sièges à la Chambre des citoyens, mais où le Parti socialiste populaire du Monténégro (conservateur, social-démocrate) a la majorité relative à la Chambre des républiques. Slobodan Milošević ne reconnaît pas immédiatement sa défaite, provoquant ainsi de larges manifestations pacifiques exigeant son départ. Il démissionne le 7 octobre. De nouvelles élections législatives ont lieu, uniquement en Serbie, en décembre. |
| 28 septembre           | Danemark       | Référendum                     | Les citoyens sont invités à se prononcer pour ou contre une adhésion du pays à l'euro. | La proposition est rejetée par 53,2 % des votants. |

### Octobre
| Date       | Pays          | Élections                      | Contexte | Résultats |
| ---------- | ------------- | ------------------------------ | --- | --- |
| 8 octobre  | Lituanie      | Législatives                   | | Alternance. Parlement sans majorité. Le Parti démocratique du travail (social-démocrate) et ses alliés obtiennent ensemble une majorité relative des sièges. Néanmoins, quatre partis libéraux de centre-droit s'entendent pour former un gouvernement de coalition. Rolandas Paksas (Union libérale) devient premier ministre. |
| 8 octobre  | Pologne       | Présidentielle                 | | Aleksander Kwaśniewski (sans étiquette mais soutenu par l'Alliance de la gauche démocratique, social-démocrate) est réélu dès le premier tour avec 53,9 % des voix. |
| 10 octobre | Sri Lanka     | Législatives                   | Le pays est en guerre civile. Les Tigres tamouls empêchent le déroulement de l'élection dans les régions qu'ils contrôlent. Le scrutin est entaché de violences, faisant soixante-dix morts. | Parlement sans majorité. L'Alliance populaire, coalition gouvernementale allant des communistes au centre-gauche, conserve sa majorité relative des sièges. Ratnasiri Wickremanayake demeure premier ministre. |
| 15 octobre | Biélorussie   | Législatives                   | Les partis d'opposition appellent au boycott de l'élection, en raison notamment de la mainmise des autorités sur les médias. Les observateurs étrangers relèvent d'importantes irrégularités, dont des bourrages d'urnes ou des destructions de bulletins de vote. Plus de 90 % des candidats sont des partisans du gouvernement. | La très grande majorité des sièges reviennent à des candidats officiellement sans étiquette, mais liés au gouvernement. Vladimir Ermochine demeure premier ministre. |
| 15 octobre | Slovénie      | Législatives                   | | Parlement sans majorité. Le parti Démocratie libérale (social-libéral) conserve une majorité relative des sièges. Janez Drnovšek, qui avait démissionné quelques mois plus tôt, redevient premier ministre. |
| 22 octobre | Côte d'Ivoire | Présidentielle                 | Restauration de la démocratie après le coup d'État de 1999. Plusieurs candidats d'opposition (dont Alassane Ouattara) sont toutefois interdits de participation au scrutin. | Laurent Gbagbo (Front populaire : socialiste), candidat d'opposition, est élu dès le premier tour avec 59,4 % des voix, face à Robert Guéï (32,7 %), auteur du coup d'État. Robert Guéï se proclame initialement vainqueur, mais est contraint de renoncer au pouvoir à la suite de manifestations populaires.                  |
| 29 octobre | Kirghizistan  | Présidentielle                 | Cette élection fait suite aux législatives du mois de mars. | Askar Akaïev (sans étiquette) est réélu avec 76,4 % des voix. |
| 29 octobre | Tanzanie      | Législatives et présidentielle | | Le Parti de la Révolution (social-démocrate) conserve une très large majorité des sièges. Benjamin Mkapa (Parti de la Révolution) est réélu président de la République avec 71,7 % des voix. |

### Novembre
| Date                     | Pays               | Élections                      | Contexte | Résultats |
| ------------------------ | ------------------ | ------------------------------ | --- | --- |
| 5 novembre               | Azerbaïdjan        | Législatives                   | | Le Parti du nouvel Azerbaïdjan (laïc, conservateur, social-libéral), qui disposait d'une majorité relative des sièges, remporte cette fois la majorité absolue. Artur Rasizada demeure premier ministre. |
| 7 novembre               | États-Unis         | Législatives et présidentielle | | Le Parti républicain (droite néo-conservatrice et néo-libérale) conserve la majorité absolue des sièges à la Chambre des représentants. Au Sénat, les Républicains perdent leur majorité absolue, obtenant exactement la majorité des sièges. Les résultats de l'élection présidentielle sont particulièrement controversés. Les résultats dans l'État de Floride (gouvernée par Jeb Bush), qui doivent départager les candidats, sont très incertains, et entachés de soupçons d'irrégularités. La Cour suprême fédérale, à majorité conservatrice, interrompt le recompte des voix, et, par cinq voix contre quatre, déclare le candidat républicain George W. Bush vainqueur en Floride avec une avance de 0,009 % des voix. George W. Bush est déclaré élu président des États-Unis, face à Al Gore (Parti démocrate : centre-gauche). |
| 7 novembre               | Palaos             | Législatives et présidentielle | Il n'existe pas de partis politiques aux Palaos. | Tous les députés et sénateurs sont élus sans étiquette. Thomas Remengesau remporte l'élection présidentielle avec 52 % des voix, face à Peter Sugiyama. |
| 18 octobre au 9 novembre | Égypte             | Législatives                   | L'Égypte à cette date n'est généralement pas considérée comme une démocratie. Appuyé par l'armée, le gouvernement se maintient au pouvoir en restreignant les libertés des citoyens. | Le Parti national démocratique (hétéroclite, centriste, autoritaire) conserve une large majorité absolue des sièges. Atef Ebeid demeure premier ministre. |
| 11 novembre              | Bosnie-Herzégovine | Législatives                   | | Parlement sans majorité. Alternance. Le Parti social-démocrate obtient une majorité relative des sièges. Božidar Matić (PSD) est nommé premier ministre. |
| 12 et 19 novembre        | République tchèque | Sénatoriales                   | | Sénat sans majorité. Le Parti démocratique civique (libéral-conservateur, eurosceptique) conserve sa majorité relative des sièges. |
| 26 novembre              | Haïti              | Présidentielle                 | Les partis d'opposition boycottent le scrutin, à la suite des élections législatives du mois de mai, jugées frauduleuses.                                                            | Jean-Bertrand Aristide (parti Fanmi Lavalas, centre-gauche) est réélu avec 91,7 % des voix. |
| 26 novembre              | Roumanie           | Législatives et présidentielle | Tour unique des législatives ; 1er tour de la présidentielle. | Alternance. Parlement sans majorité. Le Parti social-démocrate obtient une majorité relative des sièges. |
| 27 novembre              | Canada             | Législatives                   | | Le Parti libéral conserve la majorité absolue des sièges. Jean Chrétien demeure premier ministre. |

### Décembre
| Date              | Pays              | Élections                      | Contexte | Résultats |
| ----------------- | ----------------- | ------------------------------ | --- | --- |
| 10 décembre       | Côte d'Ivoire     | Législatives                   | Ces élections législatives font suite à la présidentielle du mois d'octobre. | Alternance. Parlement sans majorité. Le Front populaire (socialiste) remporte une majorité relative des sièges, devançant de très peu le Parti démocratique (droite libérale). Pascal Affi N'Guessan (Front populaire) est nommé premier ministre.                                                                    |
| 10 décembre       | Roumanie          | Présidentielle                 | 2d tour | Alternance. Ion Iliescu (Parti social-démocrate) est élu avec 66,8 % des voix, face à Corneliu Vadim Tudor (Parti de la Grande Roumanie : extrême-droite). |
| 10 décembre       | Transnistrie      | Législatives                   | | La majorité des élus sont des candidats sans étiquette. |
| 11 décembre       | Trinité-et-Tobago | Législatives                   | | Le parti Congrès national uni (social-démocrate), qui disposait d'une majorité relative des sièges, remporte la majorité absolue. Basdeo Panday demeure premier ministre. |
| 13 au 23 décembre | Soudan            | Législatives et présidentielle | Premières élections où les partis politiques soient autorisés. Les principaux partis d'opposition boycottent le scrutin. Dans un tiers des circonscriptions, le candidat du gouvernement est seul en lice.                                                      | Le parti Congrès national (islamiste, droite à extrême-droite), parti du gouvernement, conserve la quasi-totalité des sièges. Omar el-Béchir est réélu président avec 86,5 % des voix. |
| 23 décembre       | Serbie            | Législatives                   | Ces élections législatives font suite à la révolte pacifique du mois d'octobre contre le président Slobodan Milošević, contraint à la démission. La Serbie à cette date fait néanmoins toujours officiellement partie de la République fédérale de Yougoslavie. | Alternance. Le mouvement Opposition démocratique de Serbie (large alliance de partis d'opposition englobant les sociaux-démocrates, les libéraux et les conservateurs) remporte une majorité absolue des sièges. Zoran Đinđić devient premier ministre.                                                               |
| 7 et 28 décembre  | Ghana             | Législatives et présidentielle | Les élections législatives se déroulent en un seul tour, et la présidentielle en deux tours. | Alternance. Le Nouveau Parti patriotique (libéral-conservateur) remporte exactement la moitié des sièges au Parlement. Son candidat John Kufuor est élu président de la République avec 56,9 % des voix, face à John Atta Mills (Congrès démocratique national : social-démocrate), candidat de la majorité sortante. |